# Mayer János
Mayer János (Kompolt, 1871. június 7. – Kompolt, 1955. december 23.) kisgazda politikus, miniszter.

## Élete
Tanulmányainak elvégzését követően gazdálkodással foglalkozott szülei birtokán. Fiatal korában kapcsolódott be a kisgazdamozgalmakba, 1906-ban alakította meg Nagyatádi Szabó Istvánnal közösen a Heves vármegyei kisgazdapártot. 1914-ben ugyanennek a pártnak a programjával megválasztották képviselőnek a kápolnai kerületben. 1919 januárjában államtitkár lett a közélelmezésügyi minisztériumban, azonban még a proletárdiktatúra kikiáltását megelőzően beadta a lemondását. Friedrich István, utána pedig Károlyi Gyula kormányában volt tárca nélküli kisgazdaminiszter (1919. augusztus 15-től 1919. augusztus 27-ig és 1931. augusztus 24-től 1931. december 16-ig), később a Bethlen-kormányban közélelmezési miniszterként működött (1921. április 14-től 1921. június 29-ig), majd földművelésügyi miniszter volt (1921. december 3-tól 1922. június 16-ig és 1924. november 15-től 1931. augusztus 24-ig), közben pedig újból földművelésügyi és kereskedelemügyi államtitkárrá választották. A Bethlen-féle Egységes Pártnak elnöke volt 1924. november 1-jéig. Nagyatádi Szabó István halálát követően vezette a Bethlent támogató kisgazdacsoportot.